# 有毒植物
有毒植物所含毒素可引起人類或其他動物中毒不適甚至死亡。有些生物會在食用後將毒素儲存在體內，作為抵禦天敵的手段之一。
常見品種：姑婆芋（含有劇毒，誤食以及觸碰汁液都會導致嚴重中毒反應）、鳳凰木（花、種子）、黑板樹（汁液）、馬纓丹（枝葉）、粗肋草（誤食）、白千層（部分人會對其花粉過敏）等。